# Medal of Honor: Infiltrator
Medal of Honor: Infiltrator је једна од компјутерских игара из Medal of Honor серијала.
У овој игри играч је стављен у улогу Џејка Марфија и има за циљ да пређе 5 кампања које се дешавају током неких од највећи битака Другог светског рата. Игра је издата за Game Boy Advance 17. новембра 2003. године. Игра садржи укупно 15 мисија у биткама и 5 мисија које се одигравају иза непријатељских линија.
Након прелажења свих мисија откључава се мод за преживљавање. Играч је смештен у одређено окружење где бира оружје и бори се против низа непријатеља. Циљ је издржати што дуже и постићи што већи скор (убити што више непријатеља).
Након комплетирања овог мода откључава се Max GI мод где играч мора да пређе све мисије из једног наврата. Након прелажења овог мода отвара се још мисија.
Инфлитатор технички истовремено спада у пуцачине из трећег лица са фиксираном камером и у пуцачине из првог лица.
Игра је првенствено намењена за једног играча али користећи кабал за повезивање две Game Boy Advance конзоле могуће је играти и удвоје.